# 6069 Cevolani
6069 Cevolani è un asteroide della fascia principale. Scoperto nel 1991, presenta un'orbita caratterizzata da un semiasse maggiore pari a 2,2467664 UA e da un'eccentricità di 0,0413354, inclinata di 4,03280° rispetto all'eclittica.